# Dipartimento di Chicoana
Chicoana è un dipartimento argentino, situato al centro della provincia di Salta, con capoluogo Chicoana.
Esso confina a nord con i dipartimenti di Rosario de Lerma e Cerrillos, a est con il dipartimento di Capital, a sud con quello di La Viña, e ad ovest con i dipartimenti di San Carlos e Cachi.
Secondo il censimento del 2010, su un territorio di 910 km², la popolazione ammontava a 20.710 abitanti, con un aumento demografico del 13,5% rispetto al censimento del 2001.
Il dipartimento, nel 2001, era suddiviso in 2 comuni (municipios):
- Chicoana
- El Carril